# La Vie en Rose (песня IZ*ONE)
«La Vie en Rose» — (кор. 라 비 앙 로즈; ром: Ra bi ang rojeu) песня, записанная южнокорейско-японской гёрл-группой IZ*ONE, выпущенная 29 октября 2018 года Off The Record Entertainment в качестве ведущего сингла с их дебютного мини-альбома Color*Iz. Песня была написана и спродюсированна, MosPick Music Producing Group от Cube Entertainment.

## Композиция
«La Vie en Rose» описывается как яркий, заводной электропоп трек. Увлекательный с самого начала, сингл сочетает в себе широкий спектр элементов – эмбиентные синтезаторы, топающие удары, жестяная ловушка и эхо – струны управляют большей частью трека-в попытке достичь совершенства. Мелодия парит с вокалом участников, взрываясь с предварительным построением хора и внезапным падением к более сдержанному титульному крюку, обслуживая вводный трек, который является одновременно мощным и тонким. Песня была написана и спродюсирована группой MosPick Music Producing от Cube Entertainment, которая известна производством успешных релизов, таких как 4minute Crazy и Хёна «Lip & Hip».

## Коммерческий успех
«La Vie en Rose» достигла первого места в трех южнокорейских чартах, включая Bugs, Soribada и Mnet. Песня также возглавила чарты iTunes K-pop Singles в двух странах и вошла в топ-10 в восьми странах.

## Музыкальное видео
29 октября «La Vie en Rose» был выпущен вместе со своим музыкальным видео через различные сайты и музыкальные порталы, включая YouTube, Melon и Naver TV.
Музыкальное видео вдохновлено красным цветом, с двенадцатью участниками, которые поют и танцуют в красно-кожаных нарядах, и «противостоит с более эффектными и мягкими женскими нарядлами».
Музыкальное видео достигло более 4,5 миллионов просмотров в первые 24 часа его выпуска на YouTube, превзойдя предыдущий рекорд, который держали Stray Kids. За четыре дня после релиза он набрал более 10 миллионов просмотров. По состоянию на май 2019 года клип получил более 96 миллиона просмотров на YouTube.

## Чарты
| Чарты (2018)                       | Пиковые позиции |
| ---------------------------------- | --------------- |
| Япония (Japan Hot 100)             | 22              |
| Малайзия (RIM)                     | 19              |
| Сингапур (RIAS)                    | 9               |
| Республика Корея (Gaon)            | 14              |
| Республика Корея (Kpop Hot 100)    | 11              |
| СШАWorld Digital Songs (Billboard) | 6               |

## Победы

### Music program wins
| Программа          | Дата            | Ссылка |
| ------------------ | --------------- | ------ |
| M Countdown (Mnet) | 8 ноября, 2018  | [ 14 ] |
| The Show (SBS MTV) | 13 ноября, 2018 | [ 15 ] |
| The Show (SBS MTV) | 20 ноября, 2018 | [ 16 ] |